# Amphitheatrum Neronis
Das Amphitheatrum Neronis war ein Amphitheater in der Stadt Rom, das zur Zeit Neros im Jahr 57 errichtet wurde.
Das innerhalb nur eines Jahres, während des Konsulats Neros mit Lucius Calpurnius Piso erbaute Amphitheater war ganz in Holz ausgeführt und ersetzte das den Ansprüchen nicht mehr genügende Amphitheater des Statilius Taurus, einen steinernen Bau aus dem Jahre 29 v. Chr., der  allerdings erst im Brand des Jahres 64 zerstört wurde. Der neronische Bau stand wie der des Statilius Taurus auf dem Marsfeld. Da er allerdings nicht unter den Gebäuden, die dem Brand des Jahres 80 zum Opfer fielen, gelistet wird, scheint er in dessen nördlichem Bereich gelegen zu haben.
Für den Bau nutzten die Architekten Neros den größten Baumstamm, der jemals in Rom Verwendung fand, eine 120 Fuß (rund 35 Meter) lange Lärche, die einst Tiberius als Kuriosität hatte nach Rom bringen lassen. Bedeckt werden konnte das Amphitheater mit riesigen vela genannten Sonnenschutzsegeln aus himmelblau gefärbtem Leinen, das mit Sternen besetzt war.
Laut Sueton kam in dem Bau niemand zu Tode, allerdings ließ Nero 400 Senatoren und Equites in dem Amphitheater kämpfen, veranstaltete Tierhetzen und Naumachien. Von dem wenig bekannten Dichter Calpurnius Siculus, einem Zeitgenossen Neros, gibt es eine Schilderung einer solchen Tierhatz in Neros Amphitheater, die vor allem sozialgeschichtlich von Bedeutung ist, da sie über die Bedingungen der Platzzuweisung berichtet – der in Rom als Besucher weilende Bauer Corydon musste als schlecht gekleideter Mitbürger im obersten Rang Platz nehmen.